# Trachypus bicolor
Trachypus bicolor là một loài rêu trong họ Trachypodaceae. Loài này được Reinw. & Hornsch. mô tả khoa học đầu tiên năm 1829.